# 周旭光
周旭光，中國軍事人物，警銜武警少將，官拜武警部队后勤部司令部参谋长、武警湖北省总队司令员。中共十九大代表。